# Harsány (ort)
Harsány är en ort i Ungern.   Den ligger i provinsen Borsod-Abaúj-Zemplén, i den nordöstra delen av landet, 140 km öster om huvudstaden Budapest. Harsány ligger 158 meter över havet och antalet invånare är 2 059.
Terrängen runt Harsány är huvudsakligen platt, men åt nordväst är den kuperad. Runt Harsány är det ganska tätbefolkat, med 90 invånare per kvadratkilometer. Närmaste större samhälle är Miskolc, 15,0 km norr om Harsány. Trakten runt Harsány består till största delen av jordbruksmark.